# Station Almere Centrum
Station Almere Centrum is het belangrijkste spoorwegstation in Almere, in het stadsdeel Almere Stad. Het ligt aan het traject Weesp – Lelystad (Flevolijn) en werd geopend op 30 mei 1987. Het werd toen nog Almere Centraal Station (Almere CS) genoemd. In 1999 werd Centraal Station gewijzigd in Centrum.
Anno 2021 wordt het station verbouwd.

## Geschiedenis
Het stationsgebouw werd ontworpen door NS-architect Peter Kilsdonk en bestaat uit een grote glazen kap en stalen spaceframe. Onder het station ligt een busstation waar de meeste stadsbussen van Keolis (onder de naam allGo) vertrekken.
In januari 2015 werd begonnen met het verlengen van beide perrons met 70 meter. Ten noorden van het station wordt een keerspoor aangelegd. Naast 'snellere wissels' worden er langs een groot deel van het traject geluidsschermen geplaatst.
Naast dit hoofdstation heeft Almere nog vijf stations.
De eerste zes jaar na opening had Almere (naast Lelystad) alleen een verbinding met Amsterdam Centraal (en de meeste tussenliggende stations). Er reden ook nog geen intercity's of sneltreinen. Maar door de verlenging van de Schiphollijn tot en met Weesp en de aanleg van de Gooiboog en de Hanzelijn heeft Almere veel meer rechtstreekse (intercity-)verbindingen gekregen, onder andere met Schiphol, Hilversum, Utrecht, Zwolle, Groningen & Leeuwarden en met Leiden en Den Haag.

## OV-chipkaart
Dit station is sinds 2014 afgesloten met OVC-poorten.

## Diensten

### Treinen
| Serie            | Treinsoort                                       | Route | Bijzonderheden |
| ---------------- | ------------------------------------------------ | --- | --- |
| 700              | Intercity (NS)                                   | Schiphol Airport – Amsterdam Zuid – Almere Centrum – Lelystad Centrum – Zwolle – Assen – Groningen                                                        | Vormt tussen Schiphol Airport en Zwolle een halfuurdienst met serie 800. Vormt tussen Zwolle en Groningen een halfuurdienst met serie 500. Sommige treinen tussen Zwolle en Groningen stoppen op alle stations. (alleen 's morgens vroeg en 's avonds laat)                                   |
| 800              | Intercity (NS)                                   | Schiphol Airport – Amsterdam Zuid – Almere Centrum – Lelystad Centrum – Zwolle – Meppel – Leeuwarden                                                      | Vormt een halfuurdienst tussen Schiphol Airport en Zwolle met serie 700 en tussen Zwolle en Leeuwarden met serie 600. Sommige treinen tussen Zwolle en Leeuwarden stoppen op alle stations. (alleen 's morgens vroeg en 's avonds laat).                                                      |
| 2400             | Intercity direct (NS)                            | Lelystad Centrum – Almere Buiten – Almere Centrum – Amsterdam Zuid – Schiphol Airport – Rotterdam Centraal                                                | Via HSL. Wordt na 20:00 uur en op zondag vervangen door Intercity direct 12400 die enkel tussen Amsterdam Zuid en Rotterdam Centraal rijdt. Vormt een halfuursdienst met Eurocity direct 9500. Rijdt tot 8:00 richting Lelystad twee maal per uur ter vervanging van de Eurocity direct 9500. |
| 2600             | Intercity (NS)                                   | Almere Centrum – Amsterdam Centraal | |
| 4300             | Sprinter (NS)                                    | Den Haag Centraal – Leiden Centraal – Schiphol Airport – Amsterdam Zuid – Weesp – Almere Centrum – Almere Buiten – Almere Oostvaarders – Lelystad Centrum | |
| 4600             | Sprinter (NS)                                    | Amsterdam Centraal – Weesp – Almere Centrum – Almere Buiten – Almere Oostvaarders                                                                         | Rijdt niet na circa 20:00 uur, op zaterdag voor circa 9:00 uur en op zondag voor circa 10:00 uur. |
| 4900             | Sprinter (NS)                                    | Utrecht Centraal – Hilversum – Almere Centrum | Stopt niet in Hilversum Media Park en Bussum Zuid. Stopt van maandag t/m vrijdag tussen circa 6:30 en 20:00 uur, op zaterdag tussen circa 10:00 en 20:00 uur en op zondag tussen circa 11:00 en 20:00 uur niet te Hollandsche Rading.                                                         |
| 9500             | Eurocity Direct, Beneluxtrein (NS International) | Lelystad Centrum – Almere Buiten – Almere Centrum – Amsterdam Zuid – Schiphol Airport – Rotterdam Centraal – Antwerpen-Centraal – Brussel-Zuid            | Via HSL. Tussen Schiphol en Rotterdam is bij een reis binnen Nederland een toeslag verschuldigd. Rijdt na 20:00 uur, zaterdagochtend vroeg en op zondag enkel tussen Amsterdam Zuid en Brussel-Zuid v.v.                                                                                      |
| Nachttrein 32740 | Nachttrein (Arriva)                              | Zwolle – Lelystad Centrum – Almere Centrum – Amsterdam Centraal – Schiphol Airport                                                                        | Rijdt alleen in de nachten van vrijdag op zaterdag en zaterdag op zondag. |
| Nachttrein 32780 | Nachttrein (Arriva)                              | Groningen – Assen – Zwolle – Lelystad Centrum – Almere Centrum – Amsterdam Centraal – Schiphol Airport                                                    | Rijdt alleen in de nacht van vrijdag op zaterdag. |

### Busvervoer
Op Almere Centrum komen de buslijnen:

#### Metrobussen (Keolis)
| Lijn | Lijn                | Route                                  | Via | Opmerkingen |
| ---- | ------------------- | -------------------------------------- | --- | --- |
| M1   | Havenmetro          | Station Centrum - Haven                | Stedenwijk, Busstation ’t Oor, De Steiger, De Gouwen, De Wierden, De Hoven, Centrum, De Werven, De Meenten, De Grienden, De Marken, De Steiger                       | Rijdt in Haven vanaf De Steiger afwisselend linksom of rechtsom, rijdt bij Station Centrum verder als buslijn M2 . Rijdt op zaterdag 24 uur per dag op de hele route.                               |
| M2   | Buitenmetro         | Station Centrum - Stripheldenbuurt     | Staatsliedenwijk, Waterwijk, Bouwmeesterbuurt, Molenbuurt, Station Buiten, Seizoenenbuurt, Oostvaardersbuurt, Station Oostvaarders, Sieradenbuurt                    | Rijdt tussen Station Almere Oostvaarders en Stripheldenbuurt in een lagere frequentie, rijdt bij Station Centrum verder als buslijn M1 . Rijdt op zaterdag 24 uur per dag op een deel van de route. |
| M3   | Muziekmetro         | Station Centrum - Componistenpad       | Staatsliedenwijk, Kruidenwijk, Muziekwijk, Station Muziekwijk | |
| M4   | Poortmetro          | Station Centrum - Station Poort        | Stedenwijk, Componistenpad, Station Muziekwijk, Literatuurwijk, Hogekant, Homeruskwartier, Columbuskwartier, Europakwartier                                          | |
| M5   | Dansmetro           | Station Centrum - Station Parkwijk     | Flevoziekenhuis, Filmwijk, Danswijk, Parkwijk | |
| M6   | Noorderplassenmetro | Station Centrum - Noorderplassen       | Staatsliedenwijk, Kruidenwijk | |
| M7   | Parkmetro           | Station Centrum - Station Oostvaarders | Flevoziekenhuis, Filmwijk, Parkwijk, Station Parkwijk, Tussen de Vaarten, Landgoederenbuurt, Faunabuurt, Bloemenbuurt, Station Buiten, Regenboogbuurt, Eilandenbuurt | Rijdt op zaterdag 24 uur per dag op een deel van de route. |
| M8   | Nobelhorstmetro     | Station Centrum - Nobelhorst           | Flevoziekenhuis, Filmwijk, Parkwijk, Station Parkwijk, Tussen de Vaarten, Sallandsekant                                                                              | |

#### R-net (Keolis)
| Lijn | Route                                             | via                                                                                               | Opmerking                 |
| ---- | ------------------------------------------------- | ------------------------------------------------------------------------------------------------- | ------------------------- |
| 326  | Almere, Station Centrum - Blaricum, Carpoolplaats | Almere Stad (Stedenwijk, Busstation ’t Oor, Veluwsekant), Almere Hout (De Kemphaan, Stichtsekant) | Rijdt niet in het weekend |

#### RRReis (EBS)
| Lijn | Route                                         | Via                                       | Opmerkingen |
| ---- | --------------------------------------------- | ----------------------------------------- | --- |
| 150  | Almere, Station Centrum - Zeewolde, Mast      | Busstation ’t Oor, De Kemphaan, De Eemhof | Rijdt zeven keer per richting per dag in een onregelmatige frequentie, 1x per 2 uur. Tussen Station Centrum en Busstation ’t Oor geen lokaal vervoer. |
| 216  | Almere, Station Centrum - Harderwijk, Station | Filmwijk, De Kemphaan, Zeewolde           | SnelRRReis. Rijdt niet in het weekend. Tussen Station Centrum en Filmwijk geen lokaal vervoer.                                                        |

#### nightGo (Keolis)
| Lijn | Route                                                 | Via | Opmerkingen                    |
| ---- | ----------------------------------------------------- | --- | ------------------------------ |
| N22  | Almere, Station Buiten - Amsterdam, Leidseplein       | Almere Buiten (Bloemenbuurt, Faunabuurt, Landgoederenbuurt), Almere Stad (Tussen de Vaarten, Sallandsekant, Danswijk, Parkwijk, Station Parkwijk, Parkwijk, Filmwijk, Flevoziekenhuis, Station Centrum, Staatsliedenwijk, Kruidenwijk, Muziekwijk, Station Muziekwijk, Componistenpad, Station Muziekwijk, Literatuurwijk, Hogekant), Almere Poort (Middenkant, Homeruskwartier, Columbuskwartier, Europakwartier, Station Poort), Muiden (P+R), Amsterdam (Brinklaan, Middenweg, Amstelstation) | Rijdt alleen op zaterdagnacht. |
| N23  | Almere, Station Centrum - Amsterdam, Centraal Station | Almere Stad (Flevoziekenhuis, Filmwijk, Veluwsekant, Busstation ’t Oor), Muiden (P+R) | Rijdt alleen op zaterdagnacht. |

### Fietsenstalling
De helft van de reizigers in het station komt met de fiets.
In 2022 werd een nieuwe bewaakte fietsenstalling geopend voor 2750 fietsen plus vijftig OV-fietsen. De stalling heeft per rij een led-scherm met het aantal vrije plaatsen. Gebruikers met een fietstag aan hun fiets kunnen automatisch in- en uitchecken bij de stalling.
Eerder werd een fietsenstalling geopend aan de zijde van het busplein, met plaats voor 650 fietsen. Alle fietsenstallingen samen hebben anno 2022 plaats voor 3500 fietsen.

## Galerij

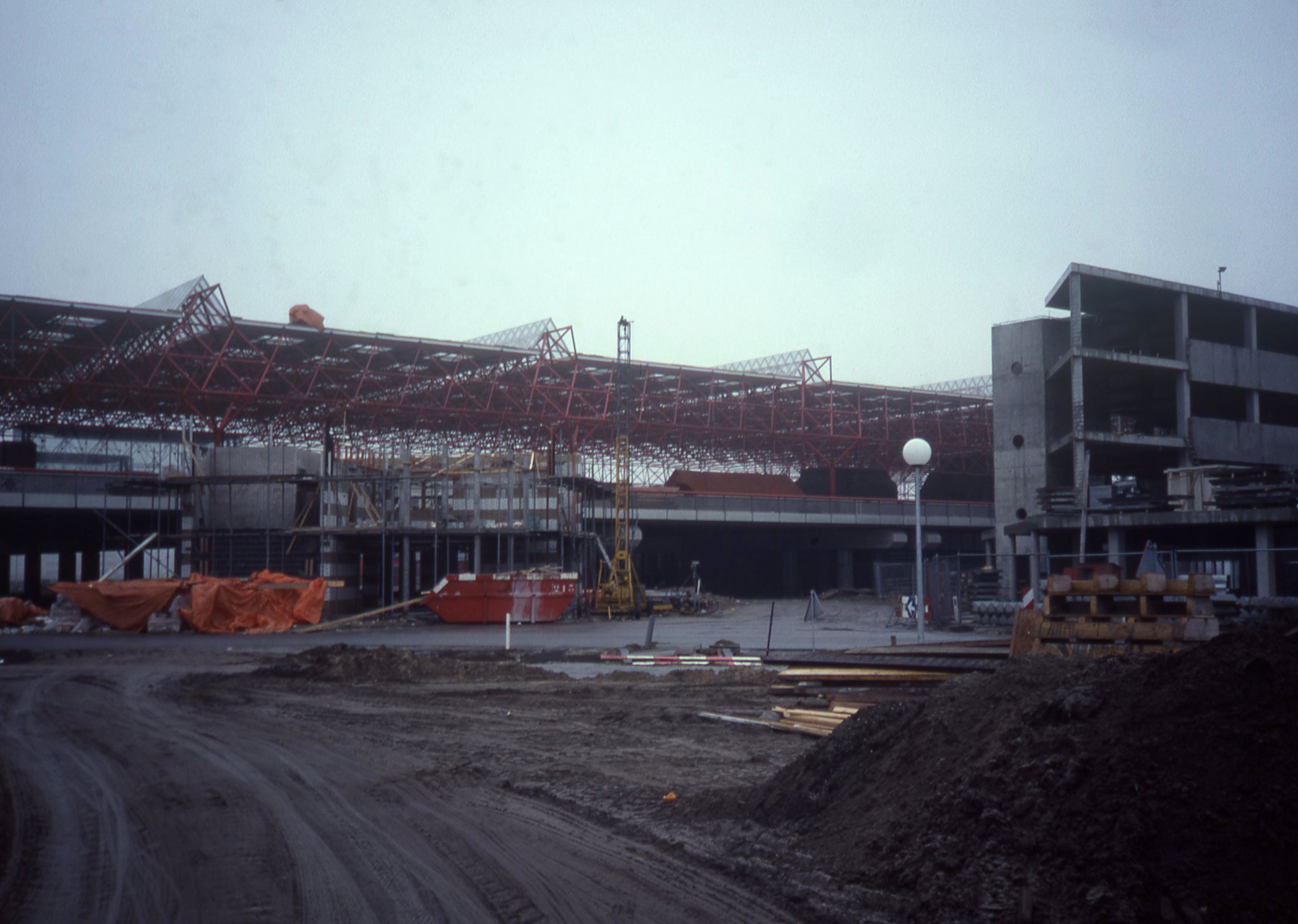
Bouw van het station
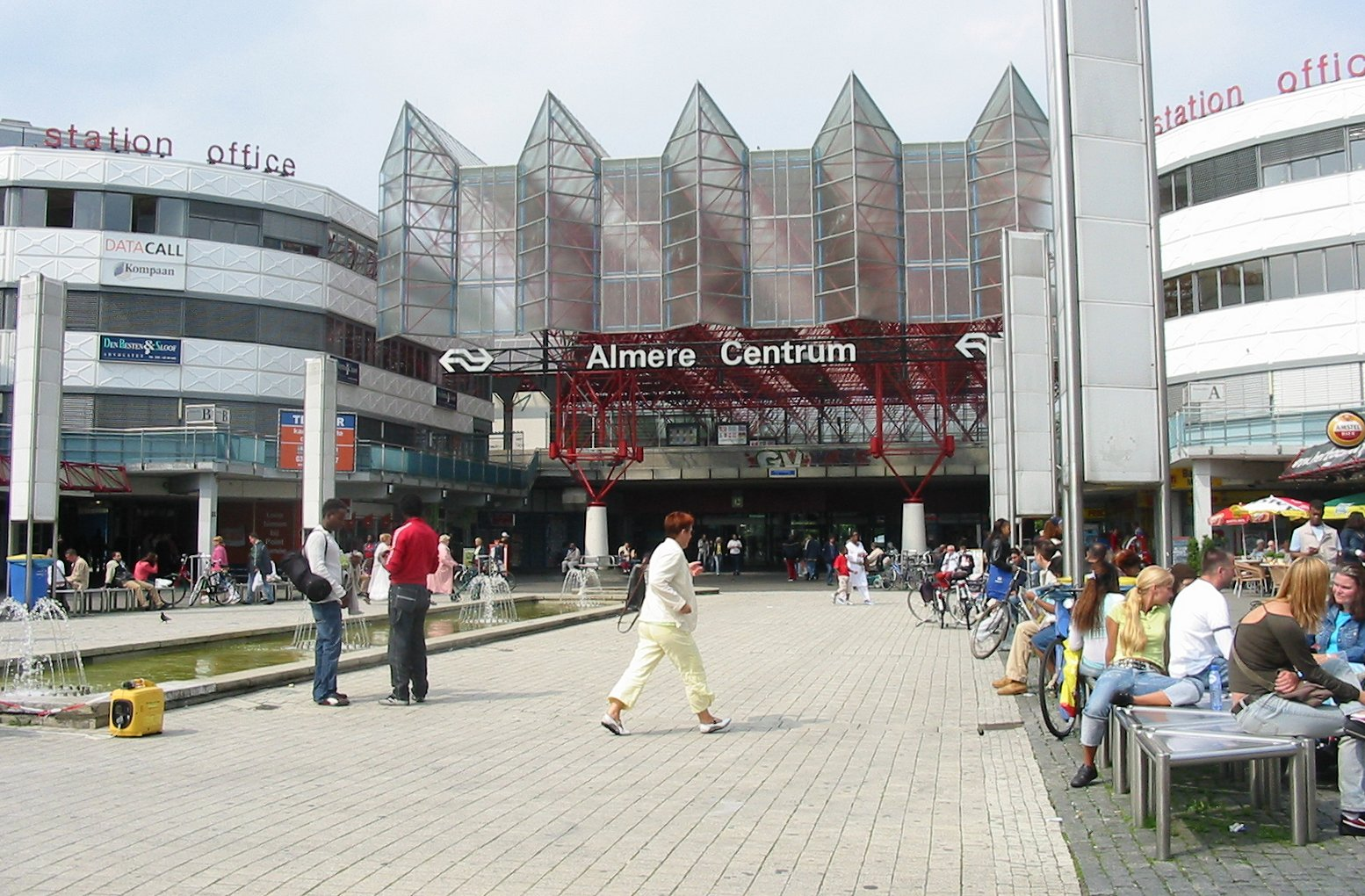
Het station in 2005
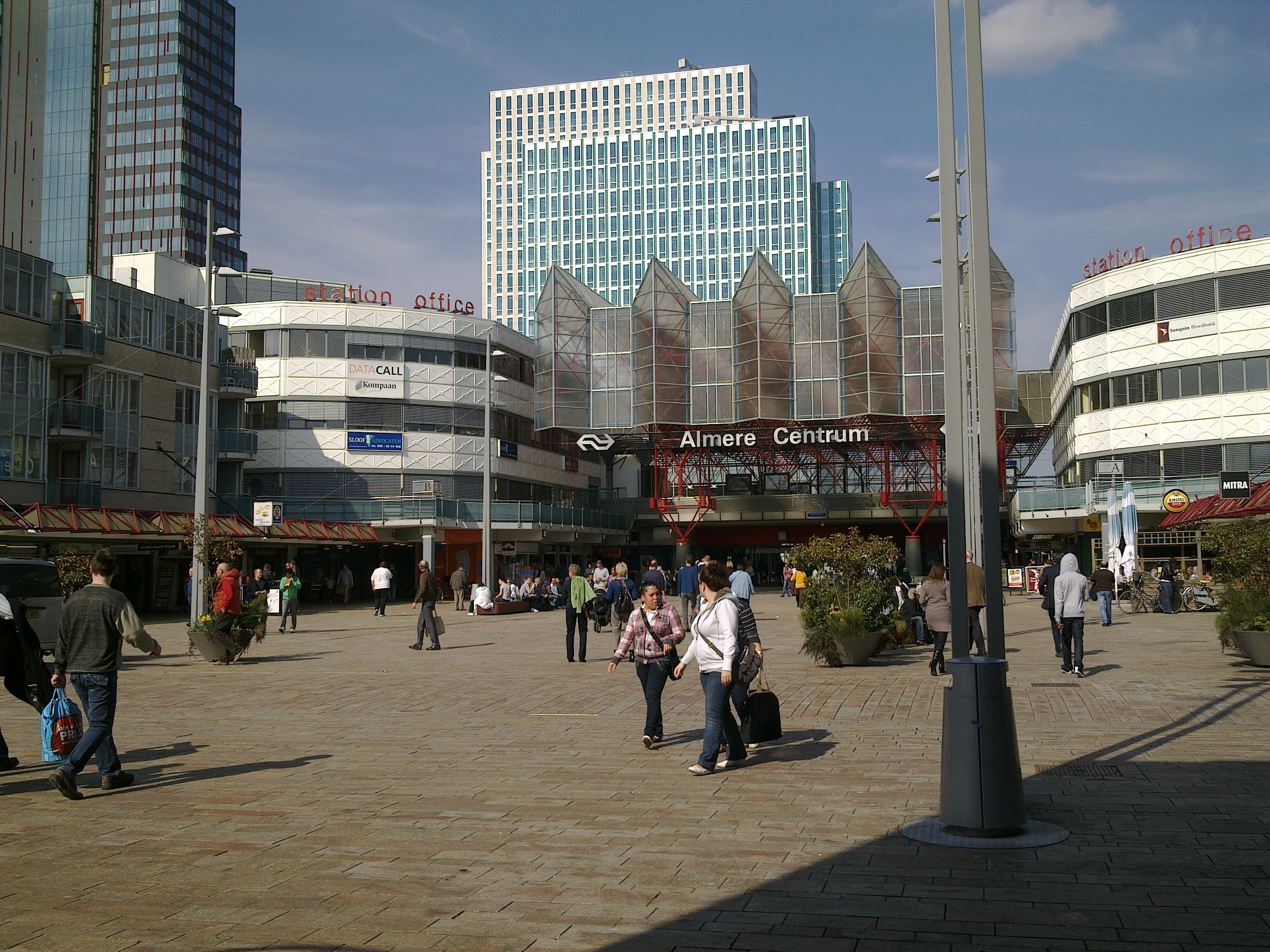
Het station in 2010
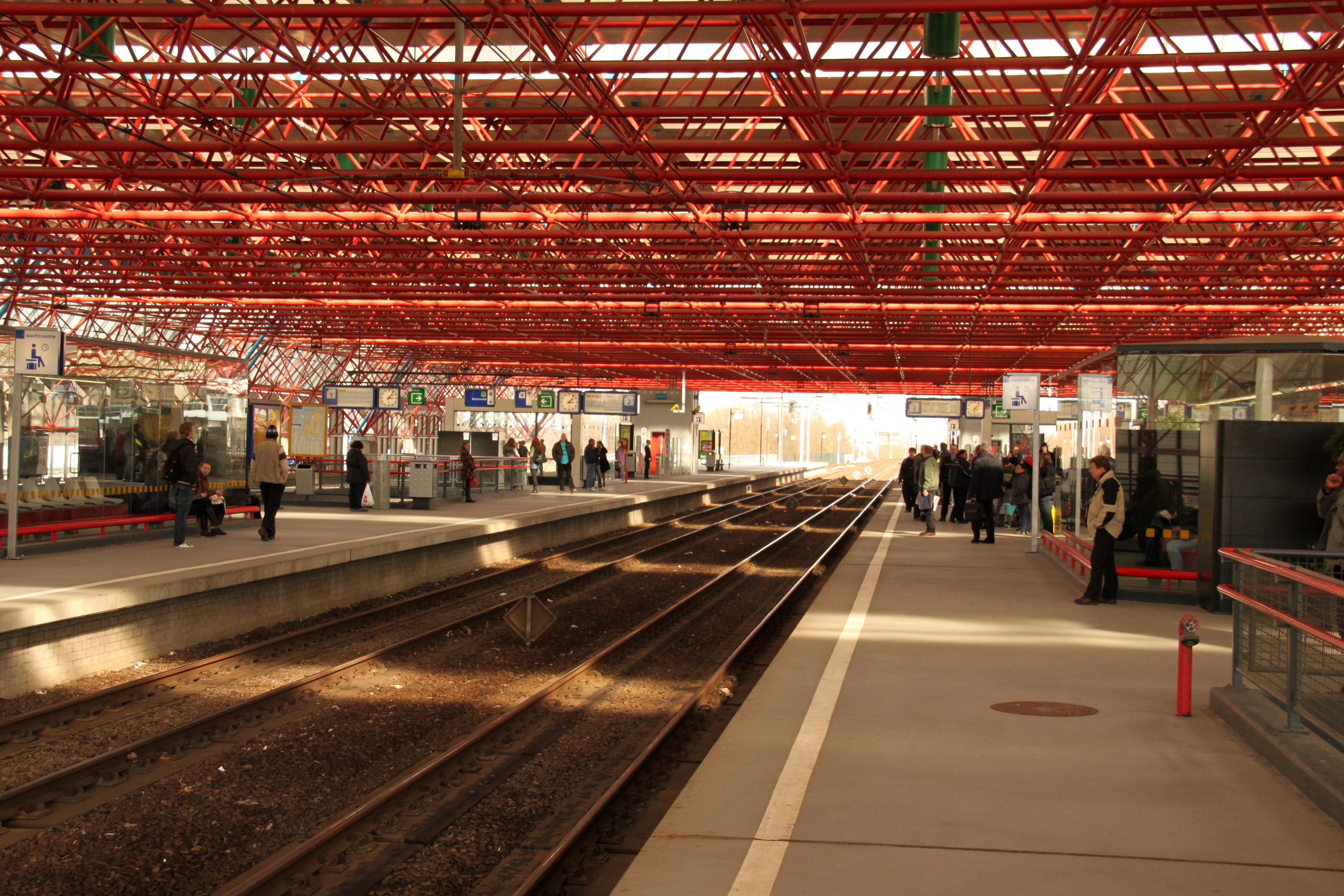
De perronkap
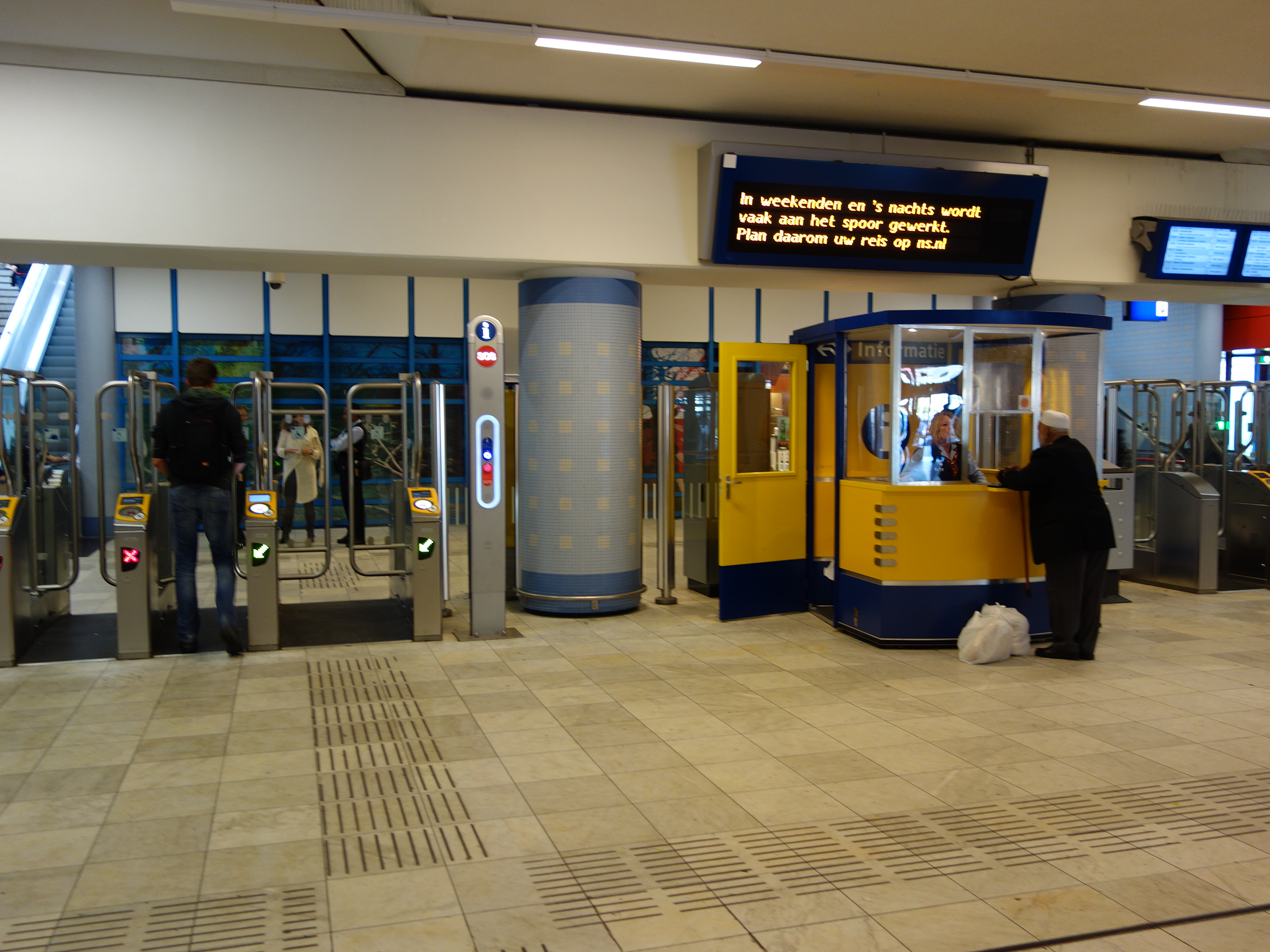
Stationshal
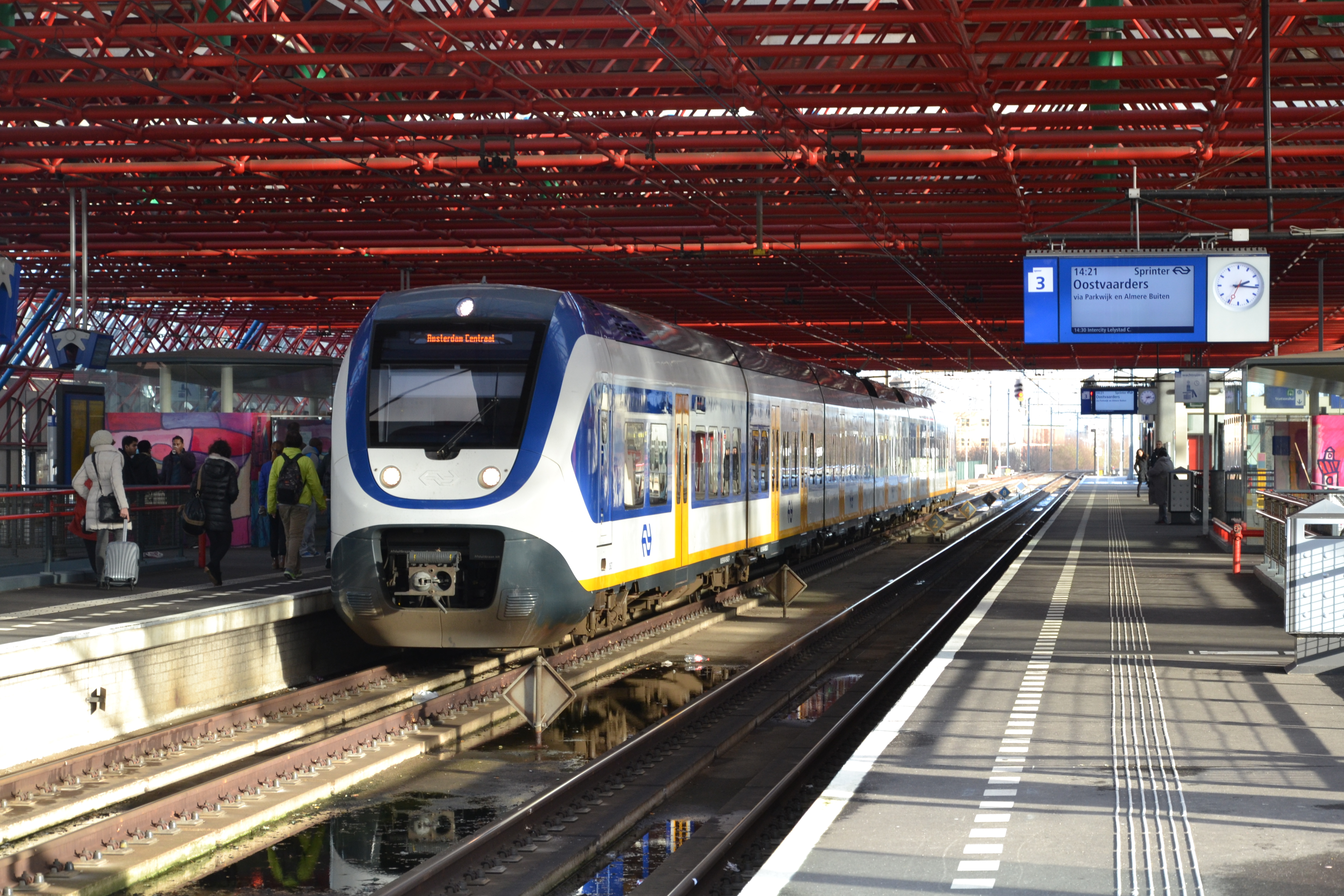
SLT op het station

## Ontwikkeling aantal reizigers
Het aantal door NS vervoerde reizigers (per gemiddelde werkdag) ontwikkelde zich sedert 2019 als volgt:
| Jaar | Aantal reizigers |
| ---- | ---------------- |
| 2019 | 35.169           |
| 2020 | 17.449           |
| 2021 | 16.834           |
| 2022 | 23.861           |
| 2023 | 26.901           |
| 2024 | 26.979           |

0: Weesp · 
7: Almere Strand ·
12: Almere Poort ·
13: Almere Muziekwijk ·
15: Almere Centrum ·
17: Almere Parkwijk ·
20: Almere Buiten ·
22: Almere Oostvaarders ·
38: Lelystad Zuid ·
40: Lelystad Centrum
Almere:
-Buiten ·
-Centrum ·
-Muziekwijk ·
-Oostvaarders ·
-Parkwijk ·
-Poort ·
Dronten ·
Lelystad Centrum